# Auguste de Niederhausern
Auguste de Niederhausern, dit Rodo, né à Vevey le 2 avril 1863, et mort à Munich le 21 mai 1913, est considéré comme le principal sculpteur suisse du XIXe siècle.

## Biographie
Fils de Rodolphe Henri de Niederhäusern, commerçant, et de Jeanne Catherine Ritzchel. On le surnomme « Rodo » dès l'enfance.
En 1881 il est l'élève de Jules Salmson à l'école des arts industriels de Genève, puis il étudie à l'École des beaux-arts de Genève. Il part ensuite pour Paris, où il étudie à l'Académie Julian en 1886 et aux Beaux-Arts en 1887. Collaborateur d'Auguste Rodin entre 1892 et 1898, Auguste de Niederhausern fera quasiment toute sa carrière à Paris.
Il y fréquente les artistes suisses comme Ferdinand Hodler, Eugène Grasset, Alexandre Perrier et Albert Trachsel, et est proche des milieux symbolistes, bohèmes et anarchistes parisiens. Ami de Paul Verlaine, il sculpte son monument, qui sera inauguré en 1911 au Jardin du Luxembourg.
En Suisse, Rodo sculpte les trois figures allégoriques (Helvetia et les pouvoirs exécutif et législatif) qui ornent le sommet de la façade du Palais fédéral, à Berne, en 1900. En 1931, sa sculpture du prophète Jérémie (qu'il a réalisée en 1913) sera placée devant la cathédrale Saint-Pierre de Genève, ville qui lui a dédié une rue.
Membre de la Rose-Croix, se disant occultiste, et adepte de la Théosophie, Auguste de Niederhausern fut l'ami d'Antoine Bourdelle, Gaston Schnegg, Lucien Schnegg, François Pompon, Jane Poupelet, et Léon-Ernest Drivier.
Les sculptrices Léonie de Marolles (1841-1921) et Suzanne Tranchant (1861-1942), et le sculpteur Maurice Sarkissoff dit Sarki (1882-1946) ont été ses élèves.

## Œuvres dans les collections publiques
- En France
  - Paris, jardin du Luxembourg : Monument à Paul Verlaine, 1911 ;
  - Paris, musée d'Orsay : Paul Verlaine, 1902, buste ;
- En Suisse
  - Genève, cours Saint-Pierre : Jérémie, 1913[4], statue en bronze ;
  - Genève, plaine de Plainpalais : Monument à Georges Favon, 1901, inauguré en 1952 à l'occasion du 50e anniversaire de la mort de Favon.

## Galerie

Œuvres d'Auguste de Niederhausern
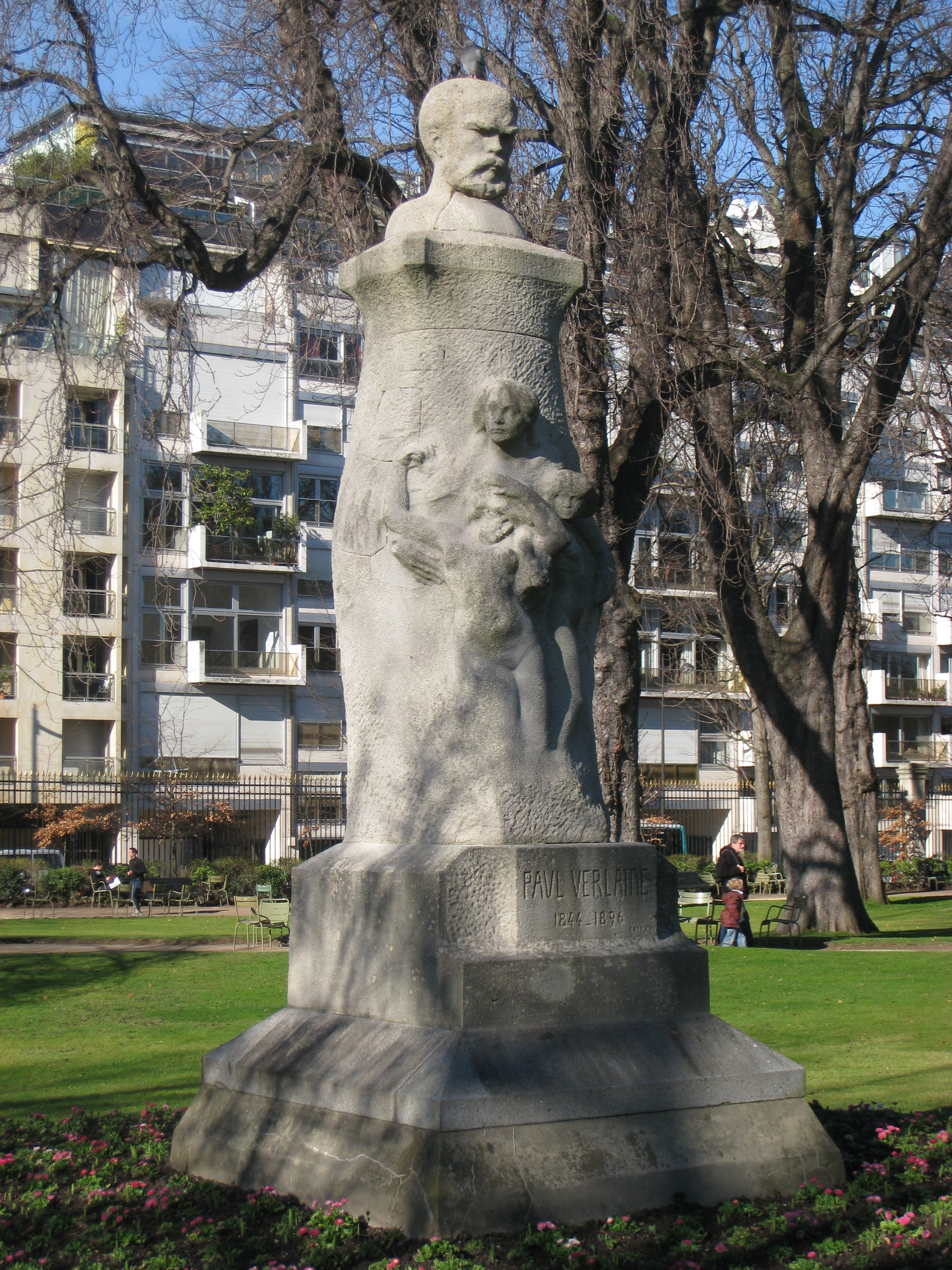
Monument à Paul Verlaine (1911), Paris, jardin du Luxembourg.
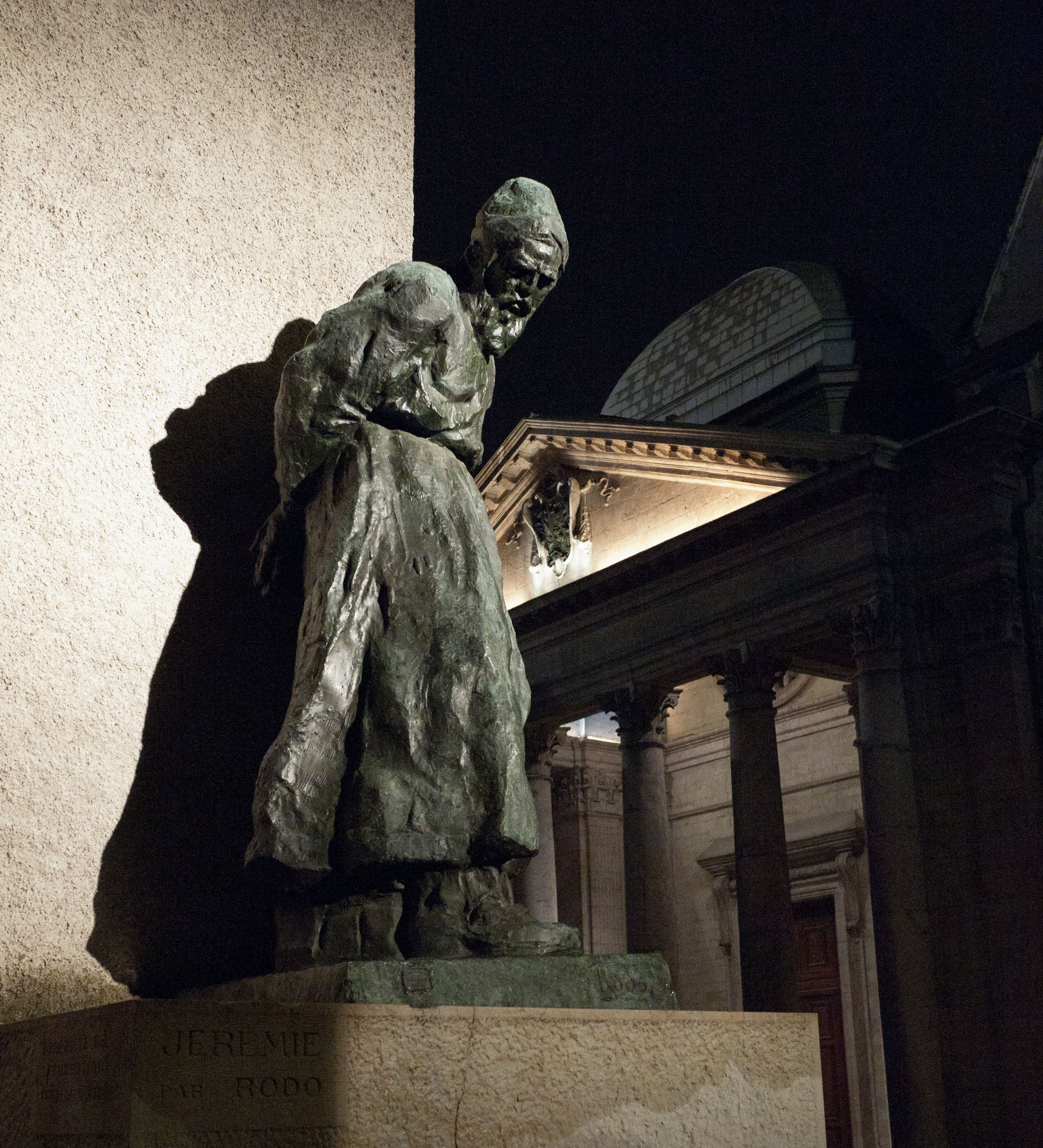
Jérémie (1913), Genève, cours Saint-Pierre.
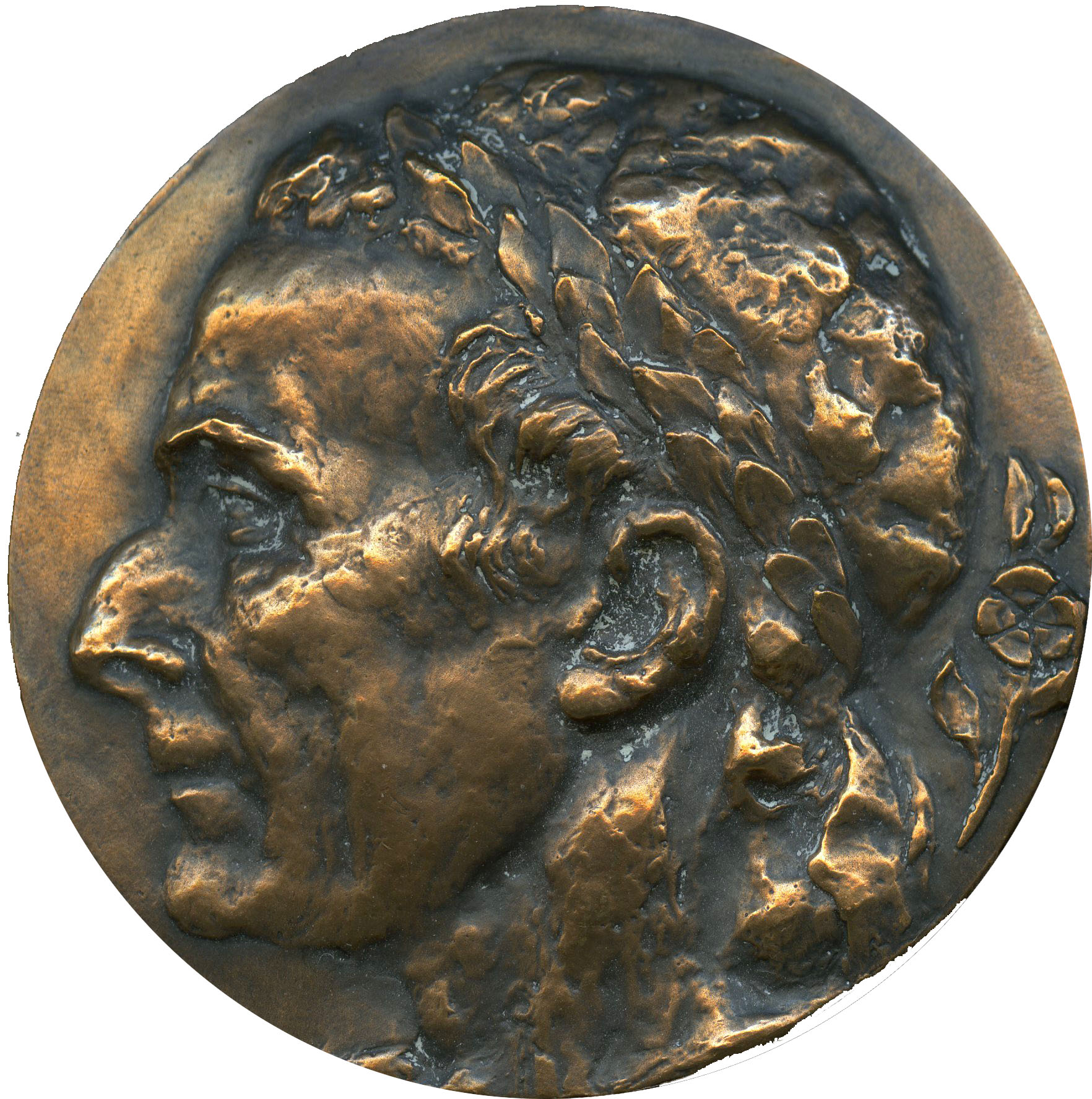
Médaille du bicentenaire de Rousseau (1912)
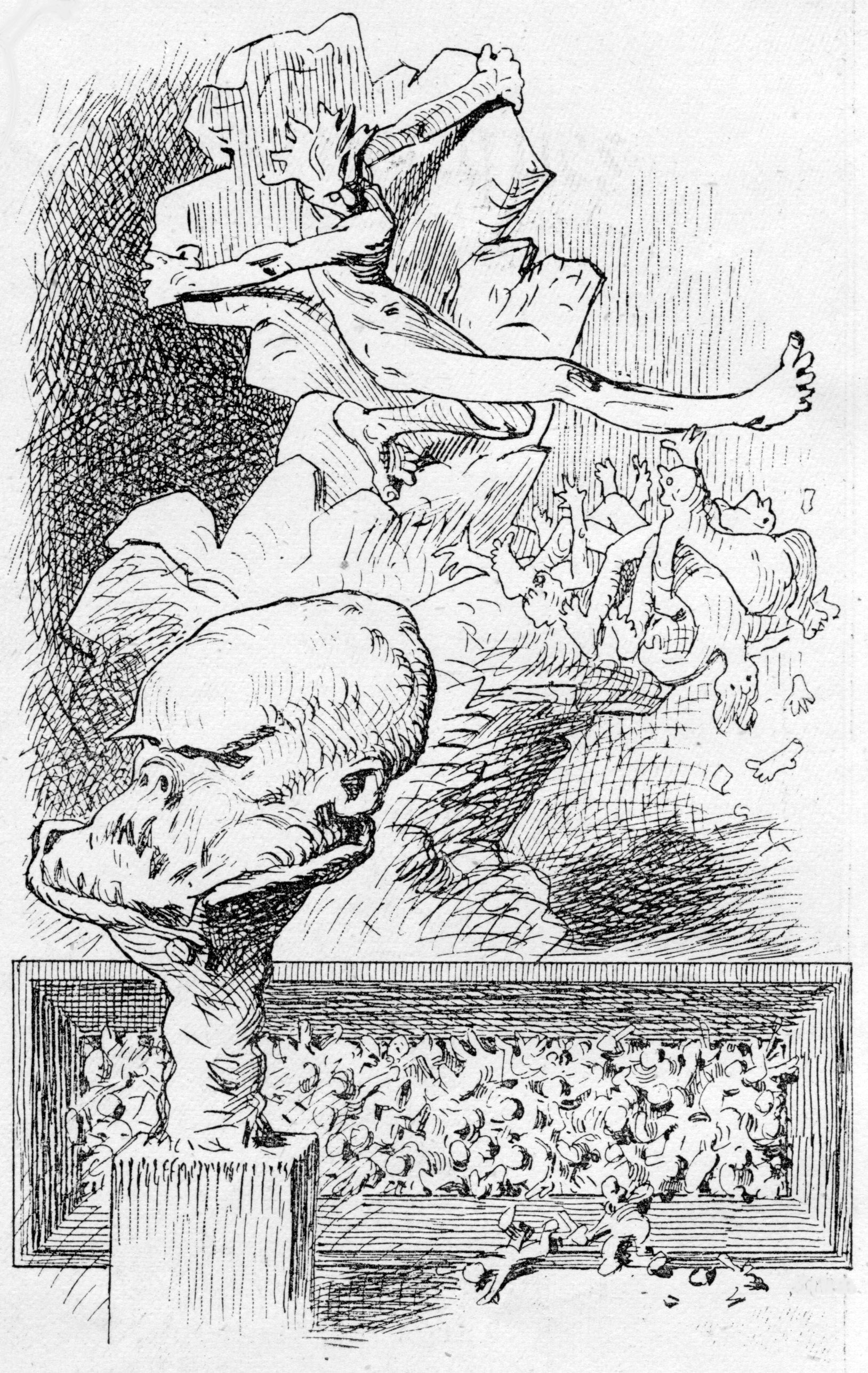
Le Torrent et le buste de Verlaine au Salon des Rose-Croix de 1892 (charge anonyme).